# Follow the White Rabbit
Albums de Yaron Herman Trio
Muse
(2009) Alter Ego
(2012)
Follow the White Rabbit est un album du Yaron Herman Trio, sorti le 8 février 2010.
Tous les morceaux sont de compositions de Yaron Herman, à l'exception de Follow the White Rabbit et White Rabbit Robot composés par le trio, ainsi que No Surprises et Heart-Shaped Box qui sont respectivement des reprises de Radiohead et de Nirvana.

## Titres
| 1.    | Follow the White Rabbit  | Yaron Herman/Chris Tordini/Tommy Crane | 3:21 |
| 2.    | Saturn Returns           | Yaron Herman                           | 7:43 |
| 3.    | Trylon                   | Yaron Herman                           | 5:09 |
| 4.    | Heart-Shaped Box         | Kurt Cobain                            | 4:38 |
| 5.    | Ein Gedi                 | D. Aharoni                             | 6:01 |
| 6.    | The Mountain in G Minor  | Yaron Herman                           | 6:20 |
| 7.    | Cadenza                  | Yaron Herman                           | 3:15 |
| 8.    | Airlines                 | Yaron Herman                           | 5:24 |
| 9.    | Aladins Psychedelic Lamp | Yaron Herman                           | 2:39 |
| 10.   | Baby Mine                | Frank Churchill                        | 4:27 |
| 11.   | White Rabbit Robot       | Yaron Herman/Chris Tordini/Tommy Crane | 1:27 |
| 12.   | Clusterphobic            | Yaron Herman                           | 5:48 |
| 13.   | Wonderland               | Yaron Herman                           | 0:52 |
| 14.   | No Surprises             | Radiohead                              | 2:56 |
| 60:00 |                          |                                        |      |

## Musiciens
- Yaron Herman : piano
- Chris Tordini : basse
- Tommy Crane : batterie